# Élections fédérales canadiennes de 1874
L'élection fédérale canadienne de 1874 a lieu le 22 janvier 1874 afin d'élire les députés de la 3e législature à la Chambre des communes du Canada. Il s'agit de la 3e élection générale depuis la confédération canadienne en 1867. Sir John A. Macdonald, qui avait récemment été évincé de son poste de premier ministre, et son Parti conservateur sont défaits par le Parti libéral du Canada sous leur nouveau chef, Alexander Mackenzie.
Le gouvernement de Macdonald avait été obligé de démissionner le 5 novembre 1873 à cause d'allégations de corruption liées à la construction du Chemin de fer Canadien Pacifique (voir Scandale du Pacifique). Les libéraux, sous Mackenzie, forment un gouvernement deux jours plus tard et déclenchent une élection pour janvier. Les tories ne réussissent pas à se remettre du scandale et sont défaits lors de l'élection. Cette élection a été la première à bulletin secret au Canada.

## Résultats

### Pays
|                                |                           |                          |                |        |        |        |         |         |         |
| Parti                          | Parti                     | Chef                     | # de candidats | Sièges | Sièges | Sièges | Voix    | Voix    | Voix    |
| Parti                          | Parti                     | Chef                     | # de candidats | 1872   | Élus   | Diff.  | #       | %       | Diff.   |
|                                | Libéral                   | Alexander Mackenzie      | 140            | 95     | 129    | +34    | 128 455 | 39,49 % | +4,77 % |
|                                | Conservateur              | John A. Macdonald        | 65             | 63     | 39     | -24    | 57 691  | 17,74 % | -8,02 % |
|                                | Libéral-conservateur      | John A. Macdonald        | 38             | 36     | 26     | -10    | 40 234  | 12,37 % | -0,53 % |
|                                | Conservateur-travailliste |                          | 1              | 1      | -      | -1     | 1 515   | 0,47 %  | +0,02 % |
|                                | Indépendant               | Indépendant              | 7              | 1      | 4      | +3     | 10 453  | 3,21 %  | +1,58 % |
|                                | Libéral indépendant       | Libéral indépendant      | 5              | 2      | 5      | +3     | 6 541   | 2,01 %  | +0,37 % |
|                                | Conservateur indépendant  | Conservateur indépendant | 3              | 2      | 3      | +1     | 2 360   | 0,73 %  | +0,03 % |
|                                | Inconnu                   | Inconnu                  | 104            | -      |        | -      | 78 008  | 23,98 % | +1,78 % |
| Total                          | Total                     | Total                    | 355            | 200    | 206    | +6     | 325 247 | 100 %   |         |
| Source : Site web du Parlement |                           |                          |                |        |        |        |         |         |         |

Acclamations :
Les députés suivants sont élus sans opposition :
- Ontario : 1 libéral-conservateur, 13 libéraux
- Québec : 10 conservateurs, 4 libéral-conservateurs, 15 libéraux
- Nouveau-Brunswick : 1 conservateur, 3 libéraux, 1 libéral indépendant
- Nouvelle-Écosse : 5 libéraux
- Île-du-Prince-Édouard: 2 libéraux

### Par province
| Parti        | Parti                     | Parti        | C-B  | MB   | ON   | QC   | N-B  | N-É  | Î-P-E | Total |
| ------------ | ------------------------- | ------------ | ---- | ---- | ---- | ---- | ---- | ---- | ----- | ----- |
|              | Libéral                   | Sièges       | 3    | 1    | 61   | 34   | 10   | 15   | 5     | 129   |
|              | Libéral                   | Voix         | 34,1 | 47,0 | 39,6 | 34,8 | 47,1 | 38,1 | 56,8  | 39,5  |
|              | Conservateur              | Sièges       | 1    | 1    | 15   | 17   | 2    | 2    | 1     | 39    |
|              | Conservateur              | Voix         | 4,5  | 13,8 | 19,5 | 17,6 | 6,8  | 17,8 | 17,5  | 17,7  |
|              | Libéral-conservateur      | Sièges       | 1    |      | 10   | 12   | 1    | 2    | -     | 26    |
|              | Libéral-conservateur      | Voix         | 16,9 |      | 10,4 | 14,9 | 8,6  | 19,2 | 15,4  | 12,4  |
|              | Conservateur-travailliste | Sièges       |      |      | -    |      |      |      |       | -     |
|              | Conservateur-travailliste | Voix         |      |      | 0,9  |      |      |      |       | 0,5   |
|              | Inconnu                   | Sièges       |      |      |      |      |      |      |       |       |
|              | Inconnu                   | Voix         | 29,2 | 13,8 | 27,2 | 27,5 | 19,9 | 9,0  | 10,3  | 24,0  |
|              | Indépendant               | Sièges       |      | 1    | -    | -    | 2    | 1    |       | 4     |
|              | Indépendant               | Voix         |      | 9,5  | 0,8  | 2,3  | 17,6 | 7,7  |       | 3,2   |
|              | Libéral indépendant       | Sièges       | 1    |      | 2    |      | 1    | 1    |       | 5     |
|              | Libéral indépendant       | Voix         | 15,4 |      | 1,7  |      |      | 8,2  |       | 2,0   |
|              | Conservateur indépendant  | Sièges       |      | 1    |      | 2    |      |      |       | 3     |
|              | Conservateur indépendant  | Voix         |      | 15,9 |      | 2,9  |      |      |       | 0,7   |
| Total sièges | Total sièges              | Total sièges | 6    | 4    | 88   | 65   | 16   | 21   | 6     | 206   |